# Miroslavs evangelium
Miroslav Gospels (Serbiska: Мирослављево Јеванђеље eller Miroslavljevo Jevanđelje) är en rikt utsmyckad och illuminerad handskriven religiös bok. Boken är ett av de äldsta bevarade skrifterna på fornkyrkoslaviska. 2005 togs den upp på Unescos lista över särskilt värdefull historisk litteratur.

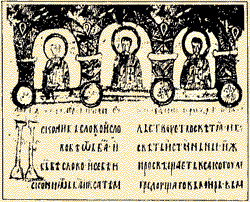
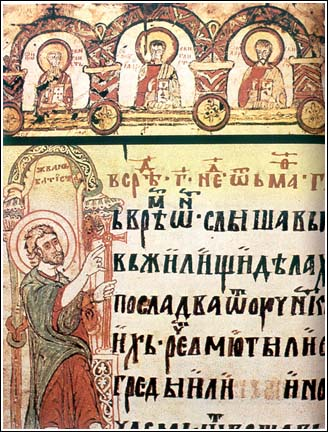
Miroslavs evangelium